# Скандинавија
Скандинавија је велика регија у северној Европи, са јаким историјским, културним и језичким везама. Окружена је Балтичким, Северним и Норвешким морем. Простире се на 1 258 060 km² и припада Норвешкој, Данској и Шведској. У шири појам Скандинавије или северне Европе могу се још убрајати Финска, Исланд, Фарска острва и Гренланд.
Термин Скандинавија у локалној употреби покрива три краљевства: Данску, Норвешку, и Шведску. Већина националних језика те три земље припада скандинавком дијалектном континууму, и међусобно разумљиве северногерманске језике. Скандинавија се исто тако понекад односи на Скандинавско полуострво, или на шири регион који обухвата и Финску и Исланд, који су локално познати као Нордијске земље. Мада су део нордијских земаља, удаљена норвешка острва Свалбард и Јан Мајен нису Скандинавија, нити је Гренланд, који је конститутивна земља унутар Краљевине Данске. Фарска Острва се понекад укључују.

## Етимологија
Реч Скандинавија први пут се користи код Плинија (23–79) у форми Scadinauia и вероватно се састављена од старогерманске речи 'скадин' (стена, бразда) и 'ауио' (острво). Овај првобитни израз је преживио у имену дела јужне шведске Скане.
Јорданес (ца. 485—552) спомиње да је Птолемеј писао о острву Скандза, и да на северном делу острва живи једно упорно племе, које средином лета четрдесет дана узастопце има дневно светло, а средином зими исто тако не види светла. Птолемеј је највероватније ова сазњања добио од Грка Путхеаса од Масалије (данас Марсељ).

## Историја
Између 8. и 12. века догодило се покрштавање Скандинавије. На подручју уже Скандинавије — Данске (1104), Норвешке (1154) и Шведске (1164) — основане су католичке надбискупије одговорне папи лично. Прелаз на хришћанство трајао је дуго, јер је требало успоставити мрежу цркава. Лапонци (локално Сами) покрштени су тек у 18. веку.
Током раног средњег века, папинство се још није утврдило као средишња католичка власт, тако да се развијала варијанта регионалног хришћанства. Хришћански мисионари настојали су прилагодити проповедање па су представили Христа као особу снаге и среће, а књига Откровења, која представља Христа као победника над Сотоном, играла је средишњу улогу у ширењу ове религије међу Викинзима, иначе нордијске ратнике, трговце и гусаре, којима се вероватно допала идеја победника.

## Географија
Интернационално гледајући, Скандинавија може једнако значити и скандинавско полуострво, које сачињавају Норвешка и Шведска, без Данске, али овај израз користи се само у строго географском значењу. Понекад се погрешно користи израз нордијске земље за Скандинавију и обрнуто. Понекад се за скандинавско полуострво заједно са Финском, Карелијом и полуострвом Кола користи и појам Финоскандија.
Скандинавија излази на Атлантски океан, Северно море, Норвешко море, Балтичко море и Баренцово море. У Скандинавији је најразуђенија обала на свету сачињава мноштво фјордова, а од већих залива ту је Ботнички. Од мореуза ту се налазе Скагерак и Категат и Дански пролаз између Гренланда Исланда.
Рељеф Скандинавије сачињавају Скандинавске и мноштво вулканских планина.
Од народа у Скандинавији живе Угро-Финци и Германи. Германски народи Скандинавије воде порекло од Бикинга. Угро-Финци су: Финци и Лапонци (локално Сами). Германи су: Данци, Швеђани, Норвежани, Исланђани и Фарани.
| Скандинавско полуострво - Данска - Шведска - Норвешка | Скандинавија - Данска - Шведска - Норвешка - Финска | Финоскандија - Данска - Шведска - Норвешка - Финска - Карелија - Кола | Нордијске земље - Данска - Шведска - Норвешка - Финска | Нордијске земље - Исланд - Фарска Острва - Оландска Острва - Гренланд |

Скандинавија је богата рекама и шумама, а обала је разуђена са великим бројем фјордова. Рељеф је планински са великим лежиштима руде гвожђа, цинка, бакра, олова и др. Главни градови Скандинавских земаља су: Осло са 573.388 становника, Копенхаген са 509.861 становника и Стокхолм са 807.301 становника. Шведска је највећа земља Скандинавије и северне Европе. Швеђани имају један од највиших животних стандарда на свету. Пољопривредом се бави 2−3% становништва, које на око 7% површине земље успева да произведе довољно житарица за домаће потребе.

## Језици
Главни чланци: северногермански језици, угрофински језици
Већина дијалеката данског, шведског и норвешког језика су међусобно разумљиви, па Скандинавци могу уз мале тешкоће разумети стандардне језике других Скандинаваца, јер се они појављују у штампи, а могу се чути на радију и телевизији. Ипак се често претпоставља да Швеђани имају веће потешкоће у разумевању остала два језика, што може бити последица ограниченог приступа данском и норвешком радију и телевизији у Шведској. Разлог зашто се дански, шведски и норвешки традиционално сматрају различитим језицима, а не дијалектима једнога језика лежи у томе што је сваки од њих добро утемељен стандардизовани језик у својој властитој земљи. Они су блиски северногерманским језицима, исландским и ферјарским, који су потекли из норвешког дијалекта старозападнонордијског језика. Дански, шведски и норвешки језик су од средњовековних времена били под различитим утицајима средњег доњег немачког и стандардног немачког. Знатна количина тог утицаја долазила је као нуспроизвод економске активности Ханзеатског савеза.
Типичан фолклорно-лингвистички поглед може да сугерише следеће. Финци који су као страни језик студирали шведски и Исланђани који су као страни језик студирали дански често тешко разумеју остале скандинавске језике. Другу страну медаље чине Норвежани који су се са два паралелна писмена стандарда и навиком да јако држе до локалних дијелеката привикнули на варијације и могу перципирати дански и шведски само као благо различите дијалекте. У разговору између шведског говорника и Данца могу постојати значајне потешкоће у међусобном разумевању језика који говори други због разлика у изговору и речнику. На Фарским острвима дански је обавезан језик, па стога фарски народ постаје двојезичан са два врло различита нордијска језика, и они релативно лако разумеју друга два копнена скандинавска језика.
Скандинавски су језици (као језична породица) у потпуности несродни са финским и естонским, који су као угрофински језици далеко повезани с мађарским. Стога у финском и естонском језику постоји велики број позајмица из шведског језика. Довољно је необично што су текстови на неким рунским каменима пронађенима у Сканији били дешифрирани мешањем финских речи у „Форнордиску”. Иако шведски говорници чине малу, али утицајну мањину у Финској, а фински говорници чине такође мањину у Шведској релативно сличне величине, лингвистичка удаљеност између језичних породица често се види као показатељ културне удаљености. Из истог се разлога Финци класификују као народ издвојен из скандинавске културне групе.
То гледиште је задобило популарност у скандинавском покрету, који се темељио на језику, а налазио се на врхунцу у осталим скандинавским земљама током 1850-их. Етнички националистички Феномански покрет у Финској делимично је учествовао у овом процесу одвајања са својом профинском политиком под последњим периодом руске власти на крају 19. и у почетку 20. века. Феномански покрет су основали истакнути шведски говорници у Финској током раздобља интензивних потпора за русификацију коју је подстакао руски цар. Њихов мото „Швеђани више нисмо, Руси никада нећемо постати, па нека будемо Финци” поздравило је финско становништво.
Циљ покрета био је промовисање положаја финског језика у земљи у којој је становништво говорило или фински или шведски, а службени су језици били шведски и руски. Године 1902. финском језику је додељен готово једнак положај са шведским и руским. Неке странке изван Финске погрешно су схватиле овај потез као напад против шведског језика, али су оповргнуте 1919. када је нови устав Финске потврдио да су фински и шведски (једини) службени језици у земљи. Упркос релативно сличном броју домаћих говорника шведског језика у Финској и финског језика у Шведској, између њих постоји неколико разлика у легалном статусу. Иако је шведски заштићен уставом, па има једнаки легални положај с финским језиком у читавој Финској, финском су језику додељена нека права тек 1999. и то само у одређеним подручјима Шведске. Шведска је била присиљена да призна одређена права финском језику према ЕУ закону о мањинском језику.

## Политика
Модерна употреба термина Скандинавија расте од раздобља скандинавског политичког покрета који је био активан средином 19. века, углавном између Првог шлезвичког рата (1848–1850) у којем је Шведска-Норвешка уложила значајну војну силу, те Другог шлезвичког рата (1864) када је шведски парламент обзнанио краљева обећања о војној потпори.
Краљ је предложио уједињење Данске, Норвешке и Шведске у једно уједињено краљевство. Позадина тога били су бурни догађаји током Наполеонских ратова на почетку века који су довели до поделе Шведске (источни део је 1809. године постала руско Велика кнежевина Финска) и Данске (чиме је Норвешка, de jure у унији с Данском од 1387, а de facto тек њена провинција, постала независна 1814. године и након чега је убрзо присиљена да прихвати персоналну унију са Шведском).
Будући да је постала део Руског царства, Финска је била изостављена из било каквог плана за политичку унију између нордијских земаља. Географска Скандинавија укључивала је Норвешку, Шведску и делове Финске, док је политичка Скандинавија такође укључивала Данску. Шведска и Норвешка политички су се ујединиле у персоналну унију под једним монархом. Данска је такође укључивала зависне територије Исланд, Фарска Острва и Гренланд у Атлантском океану (који су историјски припадали Норвешкој, али случајем су остали с Данском према Килском споразуму).
Завршетак скандинавског политичког покрета дошао је када је Данској ускраћена војна потпора из Шведске-Норвешке да анексира (данско) војводство Шлезвиг, које се заједно са (немачким) кнежевством Холстајном налазило у персоналној унији с Данском. Други шлезвички рат уследио је 1864. године. То је био кратак, али катастрофалан рат између Данске и Пруске (коју је подупирала Аустрија). Пруска је освојила Шлезвиг-Холштајн, а каснијим пруским успехом у француско-пруском рату створено је Немачко царство под пруским водством чиме је успостављена нова равнотежа снага међу балтичкоморским земаљама.
Скандинавска политичка унија никада није остварила успех Скандинавске монетарне уније која је трајала од 1873. до Првог светског рата, а којом је уведена круна (крона/кроне) као заједничка валута.
Модерна скандинавска сарадња након Првог светског рата укључивала је независну Финску, а од 1944. и Исланд. Тиме је скандинавски као политички термин замењен термином нордијске земље, а на крају 1952. године институцијом Нордијског већа.